# Ariel Lascarro Tapia
Ariel Lascarro Tapia (ur. 3 listopada 1967 w Carmen de Bolivar) – kolumbijski duchowny rzymskokatolicki, od 2015 biskup Magangué.

## Życiorys
Święcenia kapłańskie przyjął 22 października 1994 i został inkardynowany do archidiecezji Cartagena. Pracował głównie jako duszpasterz parafialny, był także m.in. archidiecezjalnym duszpasterzem powołań, wykładowcą seminarium oraz wikariuszem biskupim ds. duszpasterskich.
21 listopada 2014 otrzymał nominację na biskupa Magangué. Sakry biskupiej udzielił mu 17 stycznia 2015 arcybiskup Cartageny, Jorge Enrique Jiménez Carvajal.